# A Hundred Birds
A Hundred Birds （ア・ハンドレッド・バーズ）は日本のオーケストラバンド。ハウスミュージックをオーケストラバンド編成で演奏することを大きな特徴としており、元来打ち込みであるビートも生ドラムで演奏し、パーカッションやストリングスなどによる大陸的なサウンドとなっている。

## 概要
1996年、大阪にてDJ YOKUを中心として結成。主要メンバー以外は流動的だが、ホーンやストリングスセクションを含む30人編成のオーケストラである。メンバーにはドイツやフランスの国立交響楽団で活動する世界的バイオリニストもいる。
それまでは地元大阪を中心に活動していたが、2001年にアメリカのハウスシーンの大御所であるフランソワ・Kが主宰するレーベル「WAVE MUSIC」からリリースした「BATONGA」(アンジェリーク・キジョーのカバーでボーカルはTeNが担当) が世界的なクラブヒットを記録。続く2003年にはテクノ・ハウスにまたがってヒットしたAZTEC MYSTICの「Knight Of The Jaguar」をカバーしたインスト作品「JAGUAR」もヒットを記録し、国内外のクラブシーンで認知されることとなる。
2005年にはフォーライフミュージックエンタテイメントから1stアルバム「Fly From The Tree」でメジャーデビュー。アルバムには佐藤タイジ、有坂美香、サトシ・トミイエ、DJ NORI、DA PUMPのISSA、KENらが参加しており、外資系企業を中心に極めて高いセールスを記録した。
同年には朝霧JAM、2006年にはFUJI ROCK FESTIVAL、RISING SUN ROCK FESTIVALなどの大型フェスにも出演し大変な話題となる。
また、リミキサー、プロデューサーとしてもSweep、SAWA、YUKI、青山テルマ、DA PUMPなどの作品に参加している。なお、現在も活動拠点は大阪である。

## 主要メンバー
- DJ YOKU（リーダー・指揮者・DJ）
- 高木和弘（ヴァイオリン）
- TeN（ボーカル）
- Sugami（ボーカル）
- 武内一武（キーボード）
- 田村成紀（ギター）
- 井戸本勝裕（ドラム・パーカッション）
- 角谷光敏（ベース）

## ディスコグラフィー

### シングル
- Free feat. TeN（2006年7月5日）
- Feelin' Your Bright Light (ただ、光る) feat. TeN（2006年10月4日）
- Because The Way Love Is feat. TeN（2007年2月7日）

### アナログシングル
| 発売日         | タイトル                                                      | 規格品番  |
| -------------- | ------------------------------------------------------------- | --------- |
| 1999年5月25日  | SUN THAT SHINE feat.TeN                                       | STJL-4002 |
| 2005年3月25日  | Fly From The Tree EP1 Blue                                    | GUEP-001  |
| 2005年4月14日  | Fly From The Tree EP2 Red                                     | GUEP-002  |
| 2005年10月27日 | SWEET LULLABY                                                 | GUEP-003  |
| 2005年11月24日 | In The Sky feat.TeN                                           | GUEP-0004 |
| 2007年5月16日  | TO THE EdEN(I)                                                | GUEP-0008 |
| 2007年5月16日  | TO THE EdEN(II)                                               | GUEP-0009 |
| 2020年4月22日  | All I Do feat. Yoshinori Monta (Ryuhei The Man 45 Edit Vocal) | AHS19     |

### 配信限定シングル
| 発売日         | タイトル                                        |
| -------------- | ----------------------------------------------- |
| 2019年3月8日   | All I Do (feat. Yoshinori Monta)                |
| 2020年12月23日 | WATCH OUT NOW feat. Sweep & Takeuchi Kaztake    |
| 2022年9月23日  | Found Love (feat. TeN)                          |
| 2022年10月7日  | Found Love (feat. TeN) [Daisuke Miyamoto Remix] |
| 2022年10月21日 | Found Love (feat. TeN) [Kaztake Takeuchi Remix] |
| 2022年11月4日  | Found Love (feat. TeN) [DJ KAWASAKI Remix]      |
| 2022年11月18日 | Found Love (feat. TeN) [Phil Mison Remix]       |
| 2022年12月2日  | Found Love (feat. TeN) [Japanet Jackson Remix]  |
| 2023年12月15日 | Just Another Day (feat. SWEEP)                  |

## 主な提供作品
- DA PUMP 「Bumbism of Asia (A Hundret Birds Remix)」(「Da Best of Da Pump 2 plus 4」収録)
- YUKI 「メランコリニスタ (A Hundred Birds Remix)」(「メランコリニスタ」収録)
- SAWA 「Are You Ready For Love」(「Time&Space」収録)
- Sweep 「It's the fallin' in love feat. A Hundred Birds」(シングル)
- 青山テルマ 「DIARY (A Hundred Birds Remix)」(「PARTY 〜Thelma Remix〜」収録)

## 出演イベント
- 2005年10月01日 - 朝霧JAM 2005
- 2006年07月28日 - FUJI ROCK FESTIVAL '06
- 2006年08月18日 - RISING SUN ROCK FESTIVAL 2006 in EZO
- 2007年09月16日 - GRAND GALLERY presents LOVE & RESPECT FESTIVAL 2007
- 2007年10月07日 - 朝霧JAM 2007
- 2013年07月28日 - FUJI ROCK FESTIVAL '13
- 2014年10月25日 - 飲んで歌って踊って25周年。『ミーツ祭!』
- 2015年07月26日 - CROSSOVER JAZZ SESSION vol.2
- 2015年08月30日 - shima fes SETOUCHI 2015 ～百年つづく、海の上の音楽祭。～
- 2016年03月20日 - SNOW MONKEY BEER LIVE 2016
- 2016年05月27日 - 俺らだけのヒットパレード ～POWER OF VOICE～
- 2016年10月25日 - Grand Gallery Store 10th Anniversary HOME PARTY 音と食の夕べ
- 2018年10月26日 - 俺らだけのヒットパレード ～POWER OF VOICE～